# ロロ・ビルマ語群
ロロ・ビルマ諸語は、中国南部及び東南アジアに分布するシナ・チベット語族の一支である。

## 下位分類
Bradley (1997) は、ロロ・ビルマ諸語を以下のように分類している。なお、Bradleyは後に、"Loloish" (＝ロロ諸語) を、サニ語の古い自称に基づく"Ngwi"という呼称で言い換えている。
- ロロ・ビルマ諸語
  - ムル語（英語版）
  - 中核ロロ・ビルマ諸語 (Core Lolo-Burmese)
    - ウゴン・ビルマ諸語 (Ugong–Burmish)
      - ウゴン語（英語版）
      - ビルマ諸語（英語版）

    - ロロ諸語 (Ngwi)

## 外的関係
ギョーム・ジャックとアレクシ・ミショーは、ナ・チアン諸語とロロ・ビルマ諸語が共にビルマ・チアン諸語を成す証拠を提示している。同様に、デイビッド・ブラッドリーも、"Burmic" (＝ロロ・ビルマ諸語) とチアン諸語から成る東部チベット・ビルマ諸語 (Eastern Tibeto-Burman) を提唱している。

## 引用
1. ↑  Hammarström, Harald; Forkel, Robert; Haspelmath, Martin et al., eds (2016). “Lolo-Burmese”. Glottolog 2.7. Jena: Max Planck Institute for the Science of Human History
2. ↑  Bradley, David (2005). “Sanie and language loss in China”. International Journal of the Sociology of Language 2005 (173):  159–176. doi:10.1515/ijsl.2005.2005.173.159.
3. ↑  Jacques, Guillaume; Michaud, Alexis (2011). “Approaching the historical phonology of three highly eroded Sino-Tibetan languages”. Diachronica 28:  468–498. doi:10.1075/dia.28.4.02jac.additional.
4. ↑  Bradley, David. 2008. The Position of Namuyi in Tibeto-Burman.